# Smedby församling
Smedby  församling var en församling i Ölands södra kontrakt i Växjö stift, Mörbylånga kommun i Kalmar län. Församlingen uppgick 2002 i Sydölands församling.

## Administrativ historik
Församlingen har medeltida ursprung.
Församlingen var under en tid runt 1550 i ett pastorat med Kastlösa församling, men var därefter till 1939 moderförsamling i pastoratet Smedby och Södra Möckleby. Från 1939 till 1962 var den annexförsamling i pastoratet Kastlösa, Smedby och Södra Möckleby. År 1962 blev församlingen annexförsamling i pastoratet Södra Möckleby, Smedby, Gräsgård, Segerstad, Ventlinge och Ås.  Församlingen uppgick 2002 i Sydölands församling.
Församlingskod var 084007.

## Kyrkor
- Smedby kyrka

## Series pastorum
| Ämbetstid     | Namn                             | Levnadstid |
| (1324)        | Nicolaus                         |            |
| (1445)        | Germund                          |            |
| (1525)        | Christiernus Christophori        |            |
| (1545)–(1547) | Michael                          |            |
| (1554)–(1563) | Birgerus Nicolai                 |            |
| 1571–1585     | Theodorus Magni                  | d. 1585    |
| 1585–1605     | Laurentius Jonae                 | d. 1612    |
| 1605–1649     | Mathias Jonae                    | d. 1649    |
| 1651–1662     | Petrus Haquini (Per Håkansson)   | d. 1662    |
| 1663–1673     | Johannes Laurentii Lind          | d. 1673    |
| 1674–1711     | Olof Roselius                    | 1629–1711  |
| 1712–1715     | Magnus Dahlerus                  | 1673–1715  |
| 1716          | Magnus Folkelund                 | 1683–1716  |
| 1717          | Jonas Roselius                   | 1672–1717  |
| 1718          | Petrus Roselius                  | 1688–1718  |
| 1720–1740     | Suno Frodin                      | 1670–1740  |
| 1741–1747     | Petrus Svenonis Avelin           | 1688–1747  |
| 1750–1765     | Jonas Wentling                   | 1706–1765  |
| 1766–1779     | Magnus Rooswall                  | 1711–1779  |
| 1782–1785     | Anders Avelin                    | 1737–1785  |
| 1787–1810     | Nils Wentling                    | 1737–1810  |
| 1812–1832     | Johan Gustaf Uddenberg           | 1768–1848  |
| 1832–1844     | Johan Fredrik Rossander          | 1781–1860  |
| 1845–1848     | Jöns Forssell                    | 1799–1818  |
| 1851–1874     | Johan Carl Fagerström            | 1811–1874  |
| 1876–1884     | Peter Gustaf Carlsson            | 1831–1912  |
| 1885–1900     | Melcher Gustaf Volmar Falkenberg | 1823–1900  |
| 1901–1923     | Nils Johan Andersson             | 1855–1923  |